# تباطؤ التوازي

تباطؤ التوازي هي ظاهرة في الحوسبة المتوازية حيث موازاة برنامج حاسوبي متواز بعد نقطة معينة يؤدي لتشغيل أبطأ للبرنامج (استهلاك المزيد من الوقت للتنفيذ).
تباطؤ التوازي هو عادة نتيجة لاختناق في الاتصالات. كلما أضيف المزيد من العقد، فإن المعالجة على كل عقدة تستهلك تدريجيا المزيد من الوقت في الاتصال عوض المعالجة المفيدة. انطلاقا من نقطة معينة، التجاوز في الاتصالات الناتجة عن إضافة عقدة أخرى يفوق قدرة المعالجة التي تقدمها العقدة، فيحدث تباطؤ التوازي.